# How Does a Moment Last Forever
«How Does a Moment Last Forever» (рус. Как мгновение длится вечно ?) —песня, написанная лириком Тимом Райсом и композитором Аланом Менкеном для фильма Disney с живым действием «Красавица и Чудовище» (2017), ремейка одноимённого анимационного мюзикла. Эта бродвейско-вдохновленная баллада исполняется в фильме американским актёром Кевином Клайном в его роли Мориса. Она описывает отношения между его персонажем и его женой, покойной матерью Белль. Позже в фильме Белль (Эмма Уотсон) исполняет песню, когда она узнает правду о судьбе своей матери. «How Does a Moment Last Forever» также была записана канадской поп-певицей Селин Дион, чья версия также была включена в саундтрек к фильму, выпущенному 10 марта 2017 года. Её версия проигрывает в финальных титрах фильма.
В оригинальном анимационном фильме Морис не поёт вообще. Однако ремейк исследует прошлое и Белль, и Чудовища. Предыстория Белль служит основой для её отношений с Чудовищем. По мнению режиссёра Билла Кондона, добавление деталей к прошлому Белль и Чудовища было необходимо для того, чтобы зрители поняли персонажей: «Они оба посторонние, но как Белль оказалась такой непохожей на всех в городе, где её никто не понимает, и как Чудовище стал человеком, который заслужил это проклятие? Это то, что мы начали заполнять», — сказал он.
«How Does a Moment Last Forever» — баллада, и её слова посвящены теме ностальгии. По словам Менкена, речь идёт о том, чтобы цепляться за драгоценные моменты. В «Красавице и Чудовище» она исполняется дважды, сначала Морисом, когда он вспоминает о своей умершей жене, а затем Белль, когда она узнаёт о судьбе своей матери. С Дион связались, чтобы записать поп-версию песни. Хотя поначалу у неё были сомнения, она в конце концов согласилась из-за влияния, которое запись «Beauty and the Beast» оказала на её карьеру. Хотя она не смогла продвинуть свою версию, что побудило Disney выпустить «Evermore» как сингл, песня произвела впечатление в некоторых странах благодаря успеху фильма в прокате. Она была встречена в целом положительными отзывами критиков. Однако некоторые сочли эту песню незапоминающейся и отрицательно сравнили её с другими песнями, записанными Дион для саундтреков к фильмам.

## Производство

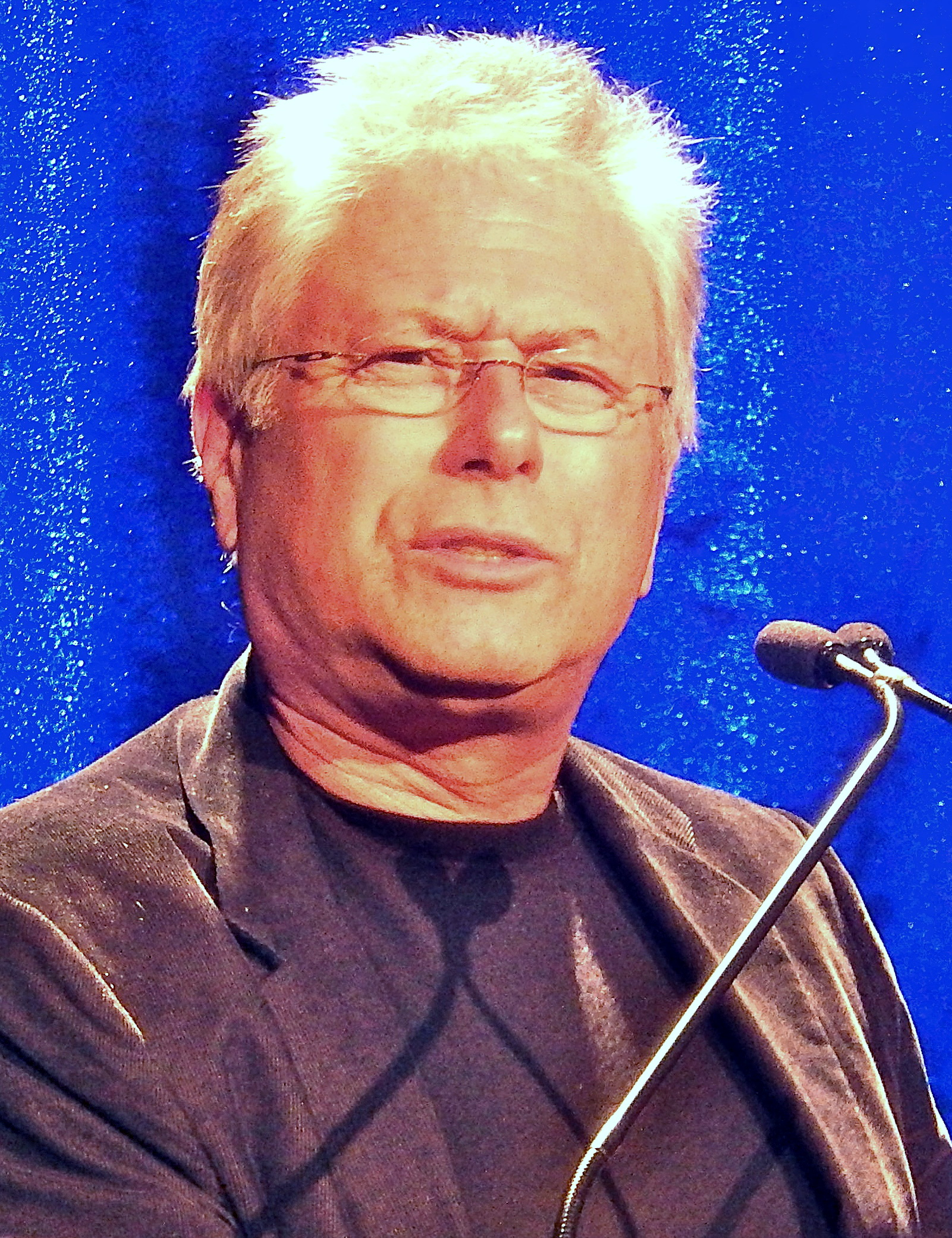
Композитор Алан Менкен в 2013 году

Режиссёр Билл Кондон изначально намеревался включить в ремейк песни из бродвейской музыкальной адаптации «Красавицы и Чудовища». Однако Disney решил нанять композитора Алана Менкена и лирика Тима Райса, чтобы они написали совершенно новые песни для фильма. Оригинальный композитор «Красавицы и Чудовища» Менкен воссоединился с Райсом, с которым он ранее сотрудничал в мюзикле 1994 года, чтобы написать три новые песни для ремейка, в том числе «How Does a Moment Last Forever», оригинальное название которой было «Our Song Lives On» . Райс снова заменил Ховарда Эшмана, автора слов анимационного фильма, который умер от осложнений, связанных с ВИЧ, в 1991 году. Фильм с живым действием знаменует собой первое сотрудничество между Менкеном и Райсом за более чем два десятилетия; в последний раз они работали вместе в мюзикле «Красавица и Чудовище». Менкен считает, что песни, которые он и Райс написали для мюзикла, не смогли бы хорошо перевести на экран из-за структурных различий между двумя форматами.

## Контекст и использование в «Красавице и Чудовище»
Одно из как минимум девяти значительных изменений, внесённых в фильм специально для ремейка, «How Does a Moment Last Forever», была задумана, чтобы объяснить предысторию Белль. Её стремление узнать судьбу своей матери служит в сюжете основой для её отношений со Чудовищем, который также потерял свою мать в детстве. В «Красавице и Чудовище» песня впервые исполняется Морисом (Клайн) вскоре после вступительного акта «Belle». Белль (Уотсон) прибывает в их дом в деревне и замечает, как её отец мастерил музыкальную шкатулку. Он поёт «How Does a Moment Last Forever» и вспоминает о своей умершей жене и их совместной жизни в Париже. После того, как он понимает, что его дочь наблюдает за ним, он быстро заканчивает музыкальную шкатулку, которая сделана по образцу его и его жены, и избегает отвечать на любые вопросы Белль о её матери. «Очевидно, что он всё ещё держится за неё», — написала Оливия Трюффо-Вонг из Bustle. В  саундтрек-списке эту версию назвали «Music Box».
Позже в фильме Чудовище (Дэн Стивенс) позволяет Белль использовать его заколдованную книгу, чтобы они могли путешествовать, куда она хочет. Она использует его, чтобы вернуться в парижский дом, где в детстве жила со своими родителями. Там, пока она поёт «How Does a Moment Last Forever», они находят маску чумы, и Белль узнает, что её мать пала жертвой чумы. Воспоминания объясняют, что мать Белль умоляла Мориса бросить её, чтобы защитить свою маленькую дочь от чумы, что Морис со слезами на глазах и делает. Сцена добавляет Белль глубины и укрепляет её связь с Чудовищем. По словам Трюффо-Вонг, «она переживает этот чрезвычайно интимный момент с ним, а затем обращается к нему за безопасностью и утешением, прося его забрать её домой». В саундтрек-списке эту версию назвали «Монмартр» (англ. Montmartre) в честь одноимённого парижского района. В дополнение к этим двум исполнениям, части песни также вставляются в подчёркивание фильма.